# عائلة هنري فورد

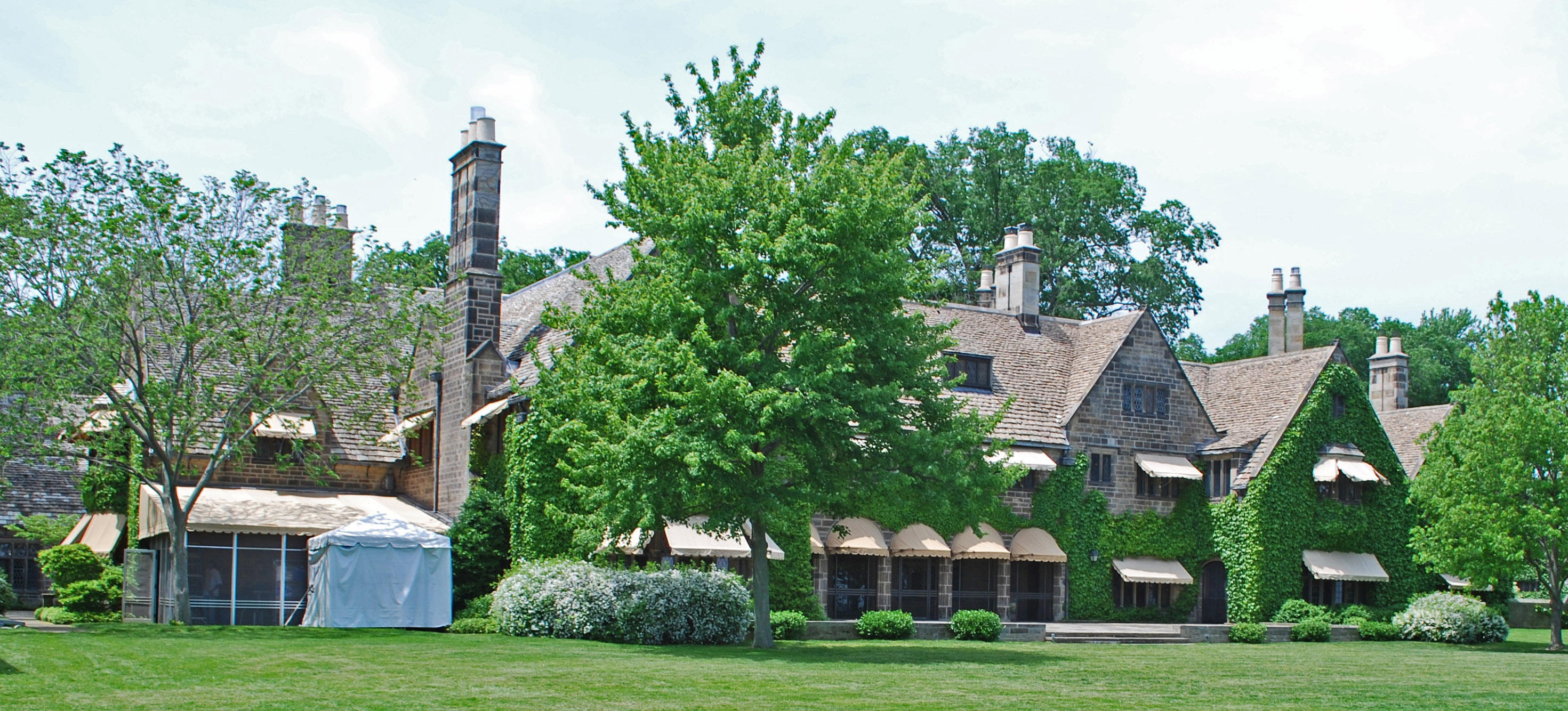
من منازل آل فورد.

أسس هنري فورد شركة فورد واليوم يسيطر أحفاد هنري فورد على شركة فورد للسيارات، على الرغم من أن لديهم ملكية أقلية تصل إلى 2%. تصل قيمة أسهم عائلة فورد بقيمة 1.2 مليار دولار. تعود أصول الأسرة إلى أصول أنجليزية وينتمي أعضاء الأسرة إلى الكنيسة الأسقفية الأمريكية.